# Нурдас (приток Чирко-Кеми)
Нурдас — река в России, протекает по территории Муезерского района Карелии.
Устье реки находится в 104 км по левому берегу реки Чирка-Кемь. Длина реки — 14 км, площадь водосборного бассейна — 187 км².
Нурдас протекает через озеро Нурдас, в которое впадает протока, текущая из Колонгозера.

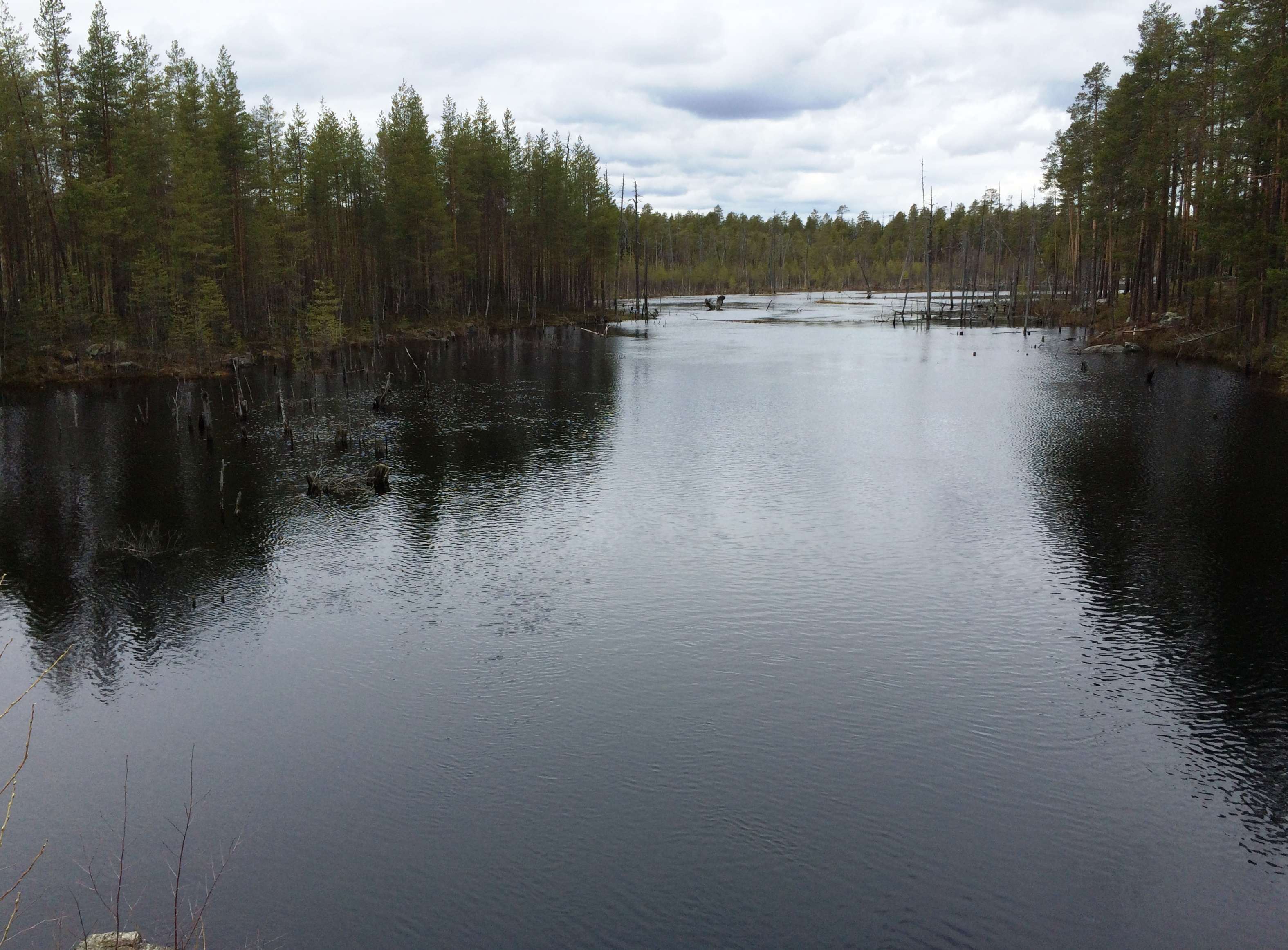
Вид с автомобильного моста против течения.

## Данные водного реестра
По данным государственного водного реестра России относится к Баренцево-Беломорскому бассейновому округу, водохозяйственный участок реки — Кемь от Юшкозерского гидроузла до Кривопорожского гидроузла. Речной бассейн реки — бассейны рек Кольского полуострова и Карелии, впадает в Белое море.
Код объекта в государственном водном реестре — 02020000912102000003860.